# Christoph Maucher

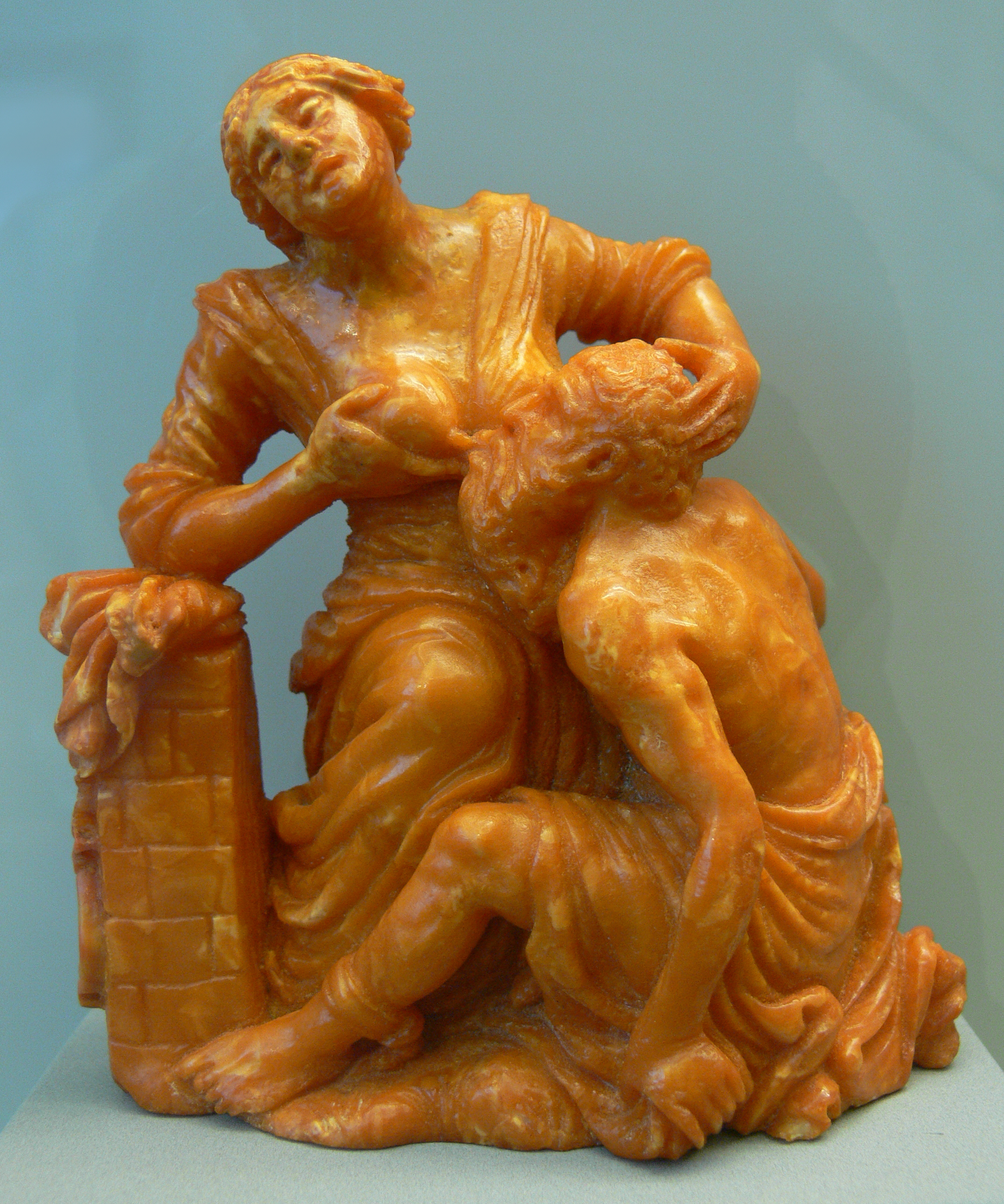
„Cimon und Pero“ von Christoph Maucher, Danzig um 1690, Bernstein. Sammlung Würth

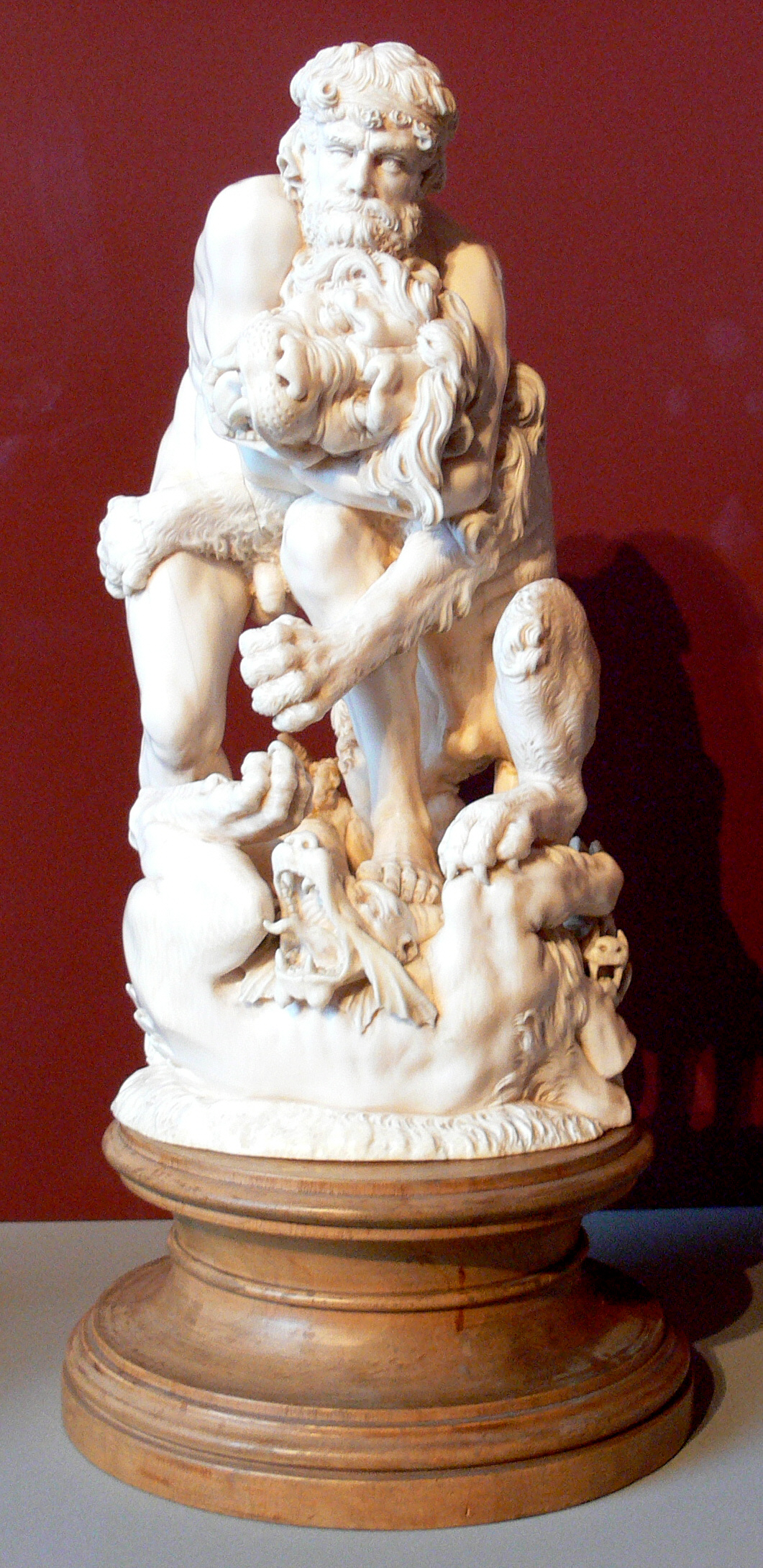
"Herkules als Bezwinger der Lernäischen Hydra und des Nemäischen Löwen", vor 1695, Elfenbein. Bode-Museum Berlin

Christoph Maucher (* 24. Oktober 1642 in Schwäbisch Gmünd; † 1706, wahrscheinlich in Danzig) war ein Bernstein- und Elfenbeinschneider. Er wurde als fünfter Sohn von Catharina und Georg Maucher in Schwäbisch Gmünd geboren. Einer seiner Brüder ist der ebenfalls zu hohem Ansehen gekommene Johann Michael Maucher, der unter anderem auch als Bernstein- und Elfenbeinschnitzer tätig war.

## Werdegang
Seine Lehrzeit begann Christoph Maucher im Alter von 12 Jahren. Im Jahre 1667 nahm er eine neun Monate dauernde Tätigkeit am Hof von Karl Eusebius von Liechtenstein auf, während der er „fleißig Steine schnitzte“. Um 1670 siedelte Maucher aus nicht überlieferten Gründen, vermutlich aber, weil sein jüngerer Bruder Johann Michael zu dieser Zeit bereits eine „gewisse Führungsrolle“ innehatte, nach Danzig über. Hier war er anfangs vermutlich für den Danziger Bernsteindrehermeister Nikolaus Turow tätig, dem zu diesem Zeitpunkt ein bedeutender Auftrag über die Herstellung eines großen Bernsteinstuhls mit reicher Elfenbeinverzierung vorlag, der ein Geschenk des Großen Kurfürsten an Kaiser Leopold I. sein sollte. Erst 1684 gestattete ihm der Rat der Stadt Danzig die Herstellung bildhauerischer Arbeiten; die Erlaubnis wurde gegen den Willen der Zunft der Bernsteinhandwerker in Danzig im Jahre 1685 auf die Herstellung von Bernsteinobjekten erweitert. Die Fülle der durch Quellen gut belegten Bestellungen, die Maucher in der Folgezeit aus Danzig aber auch von ausländischen Auftraggebern erhielt, deuten auf seine hohe künstlerische Reputation, legen aber auch nahe, dass er zumindest zeitweilig Gesellen in seiner Werkstatt beschäftigt haben muss.

## Arbeiten von Christoph Maucher
Zahlreiche Kunstwerke aus Elfenbein und Bernstein, die Christoph Maucher zugeschrieben werden, befinden sich in Sammlungen namhafter Museen (u. a. in London, Wien, Berlin, Dresden, Modena), darunter die aus Bernstein gefertigten figürlichen Darstellungen Das Urteil des Paris (von dem es mehrere Fassungen gibt) und Der Triumph des Perseus (beide im Victoria and Albert Museum London). Es ist allerdings umstritten, ob alle Christoph Maucher zugeschriebenen Kunstwerke wirklich von seiner Hand geschaffen wurden oder lediglich aus seiner Werkstatt stammen. Das einzige durch Signatur gesicherte Werk von Christoph Maucher ist die aus Elfenbein und Ebenholz gearbeitete Apotheose Kaiser Leopold I. (oft kurz als Wiener Apotheose bezeichnet), die sich heute im Besitz des Kunsthistorischen Museums von Wien befindet.
Schon zu Lebzeiten wurde Christoph Maucher der Vorwurf gemacht, seinen Ruhm auf die Arbeit von Personen zu gründen, die er in seiner Werkstatt beschäftigte (was damals nicht statthaft war). Unter anderem hiermit wurden auch die Klagen begründet, die von der Zunft der Bernsteinhandwerker in Danzig mehrfach, wenn auch zumeist erfolglos, beim Rat der Stadt Danzig gegen Maucher vorgebracht wurden. Jüngere kunsthistorische Forschungsergebnisse sprechen indes eher für eine unmittelbare Urheberschaft von Christoph Maucher bei den meisten der ihm zugeschriebenen Arbeiten.